# Pseudococcus diversus
Pseudococcus diversus är en insektsart som beskrevs av Mckenzie 1964. Pseudococcus diversus ingår i släktet Pseudococcus och familjen ullsköldlöss. Inga underarter finns listade i Catalogue of Life.